# Yakubu Muhammed
Yakubu Mohammed es un actor, productor, director, cantante y guionista de cine nigeriano. Es embajador de Globacom, embajador de los ODS y de Nescafé Beverage. Su carrera se ha desarrollado tanto en Kannywood como en Nollywood. Ha interpretado más de 1000 canciones, aparecido en más de 100 películas hausa y más de 40 películas en inglés, algunas de las cuales incluyen; Lionheart, 4th Republic y Sons of the Caliphate; que le valieron varias nominaciones y premios.

## Carrera profesional
Mohammed comenzó su carrera en Kannywood en 1998 escribiendo guiones y trabajando detrás de escena. Como artista musical, ha grabado más de 1000 canciones para películas y álbumes en hausa e inglés. Después de trabajar detrás de cámaras, consiguió su primer trabajo en una película debutando en Gabar Cikin Gida en 2013. Pasó a trabajar en Nollywood en 2016, debutando en Sons of the Caliphate junto con su colega Rahama Sadau y también participó en MTV Shuga y Lionheart.

### Películas de Nollywood
| Año  | Título                |
| ---- | --------------------- |
| 2016 | Sons of The Caliphate |
| 2017 | MTV Shuga Naija       |
|      | Queen Amina           |
| 2018 | Make Room             |
|      | LionHeart             |
|      | Asawana               |
|      | 4th Republic          |
|      | Tenant of The House   |
|      | Dark Closet           |
|      | Fantastic Numbers     |
|      | Walking Away          |
|      | My Village Bride      |
|      | Chauffeur             |
|      | Damaged Petals        |
|      | Power of Tomorrow     |
|      | My Neighbor's Wife    |
|      | My Wife's Lover       |
|      | Blue Flames           |
|      | April Hotel           |
|      | Women                 |
|      | Wings of A Dove       |
| 2020 | Badamasi              |